# ایلسا مک کی
ایلسا مک کی (انگلیسی: Ailsa McKay; ۷ ژوئن ۱۹۶۳ – ۵ مارس ۲۰۱۴)  اقتصاددان فمینیست اسکاتلندی و استاد اقتصاد در دانشگاه کالدونیان گلاسگو بود. 

## زندگی
او در تاریخ ۷ ژوئن ۱۹۶۳ به دنیا آمد و در ۵ مارس ۲۰۱۴ درگذشت. مک‌کی به خاطر تحقیقاتش درباره نابرابری‌های جنسیتی، اقتصاد دولت رفاهی و اقتصاد فمینیستی شناخته شده بود. او مدافع قوی ایده درآمد پایه همگانی بود و یکی از برجسته‌ترین کارشناسان بریتانیا در زمینه بودجه‌ریزی جنسیتی محسوب می‌شد.
او همچنین به عنوان معاون رئیس دانشکده تجارت و جامعه گلاسکو فعالیت می‌کرد و مشاور سیاست‌گذاری دولت بود. مک‌کی به دلیل حمایت از استقلال اسکاتلند نیز شناخته می‌شد.

## فعالیت
آیلسا مک‌کی تحقیقات گسترده‌ای در زمینه اقتصاد فمینیستی و بودجه‌ریزی جنسیتی انجام داد و به تأثیرات سیاست‌های اقتصادی بر زنان پرداخت. یکی از دستاوردهای برجسته او درک نیاز به درآمد پایه همگانی بود، که آن را به عنوان راهکاری برای کاهش نابرابری‌های اقتصادی و بهبود وضعیت اجتماعی زنان معرفی کرد.
او همچنین در زمینه‌های اقتصاد رفاه، سیاست‌های حمایتی دولت و توسعه پایدار فعالیت داشت و مقالات بسیاری در این زمینه‌ها منتشر کرد. مک‌کی به عنوان مشاور در امور سیاست‌گذاری اقتصادی و اجتماعی به دولت اسکاتلند کمک‌های فراوانی ارائه کرد و در تلاش برای استقلال اسکاتلند نقشی فعال داشت.
آثار و نوشته‌های او همچنان به عنوان منابع مهمی برای پژوهشگران و سیاست‌گذاران در زمینه‌های اقتصاد و جنسیت استفاده می‌شود.